# Gneo Manlio Vulsone
Gneo Manlio Vulsone (lat. Gnaeus Manlius Vulso; fl. 197-184 a.C.) è stato un politico romano, edile curule nel 197 a.C., pretore nel 195 a.C. e console per l'anno 189 a.C., insieme con Marco Fulvio Nobiliore.
Vulsone fu un patrizio appartenente all'antica gens Manlia, ma la sua connessione con il ramo dei Torquati non è conosciuta. Potrebbe essere stato un discendente di Aulo Manlio Vulsone, console nel 474 a.C.; o anche di Lucio Manlio Vulsone Longo, console nel 256 a.C. (con Marco Attilio Regolo) e nel 250 a.C. Aulo Manlio Vulsone, console 11 anni più tardi nel 178 a.C., potrebbe essere stato un suo fratello più giovane.

## Biografia
Appartenente alla gens Manlia, iniziò il cursus honorum nel 197 a.C., ricoprendo la carica di edile curule insieme a Publio Cornelio Scipione Nasica. In particolare, durante il loro mandato i due organizzarono i Ludi romani in maniera sfarzosa, guadagnandosi il favore del popolo. Grazie anche a questo, nel 195 a.C. riuscì a farsi eleggere pretore.
Vulsone proseguì il suo cursus honorum candidandosi al consolato nel 192 a.C., ma non venne eletto. Ritentò quindi nel 189 a.C., riuscendo stavolta ad ottenere la carica insieme a Marco Fulvio Nobiliore.
Lo stesso anno dell'insediamento Manlio Vulsone decise, spinto dal desiderio di ricoprirsi di gloria, di condurre una campagna contro i Galati, sebbene con la battaglia di Magnesia, vinta dal pretore Lucio Cornelio Scipione Asiatico, la guerra romano-siriaca potesse ormai considerarsi conclusa a favore dei romani.
Manlio Vulsone agì comunque senza aver ricevuto il consenso del Senato romano. In Asia minore, dopo il suo arrivo, Gneo Manlio Vulsone, stanziatosi nel quartier generale di Sardi, condusse l'armata romana a combattere per conto dell'alleato Eumene II di Pergamo contro le popolazioni celtiche dei Galati. Questi furono sconfitti in due principali battaglie: la prima si combatté presso l'Olimpo (oggi Aladağ) contro i Tolostobogi; la seconda contro i Tectosagi presso il monte Magaba.
Quando Manlio Vulsone ritornò a Roma, tuttavia, fu accusato di aver minacciato la pace fra i Seleucidi e Roma e non gli venne concesso il trionfo. Fu assolto da tali accuse e il Senato ne celebrò il trionfo nel 187 a.C.
Quel trionfo venne però considerato da vari storici come l'inizio della corruzione dei costumi di Roma.
Si ricandidò per il consolato nel 184 a.C., ma non venne rieletto e da allora scompare dalle fonti antiche.